# Marie-Catherine Renon
Marie-Catherine Renon, var en fransk konsthantverkare.
Hon var gift med förgyllaren Gaspard‐Marc Bardou, som designade prydnadsföremål och annan inredning till det kungliga franska hovet i Versailles. När hennes make avled övertog hon företaget och drev det med framgång till sin död. Hon var gynnad av drottning Marie Antoinette. 
Flera möbler och andra föremål som producerats av hennes verkstad finns bevarade.